# Edgar Lehr
Edgar Lehr, född den 30 juni 1969, är en tysk herpetolog som forskar på biogeografin hos neotropisk herpetofauna.
Auktorsnamnet Lehr kan användas för Edgar Lehr i samband med ett vetenskapligt namn inom zoologin; se Wikipedia-artiklar som länkar till auktorsnamnet.